# Donis Escober
Donis Escober (ur. 3 lutego 1981 w San Ignacio) – honduraski piłkarz występujący na pozycji bramkarza.

## Kariera klubowa
Donis Escober zawodową karierę rozpoczął w 2001 w grającej w pierwszej lidze honduraskiej Olimpii Tegucigalpa. W debiutanckim sezonie wygrał rywalizację o miejsce w podstawowym składzie z Panamczykiem Donaldo Gonzálezem i rozegrał 22 ligowe spotkania. Razem ze swoją drużyną Escober zdobywał mistrzostwo Hondurasu w rozgrywkach Apertura 2002/2003, Clausura 2003/2004, Clausura 2004/2005, Apertura 2005/2006, Clausura 2005/2006, Clausura 2007/2008, Clausura 2008/2009, Clausura 2009/2010. Będąc zawodnikiem Olimpii Escober o miejsce w wyjściowej jedenastce walczył z takimi graczami jak jego rodacy Hugo Caballero i Noel Valladares oraz Panamczycy Donaldo González i Ricardo James.

## Kariera reprezentacyjna
W reprezentacji Hondurasu Escober zadebiutował w 2002. W 2009 razem z drużyną narodową dotarł do półfinału Złotego Pucharu CONCACAF. Na turnieju był podstawowym bramkarzem swojego zespołu wygrywając rywalizację z Johnym Boddenem i Ricardo Canalesem. W maju 2010 Reinaldo Rueda powołał Escobera do kadry na Mistrzostwa Świata w RPA.